# Unlimited Love
Unlimited Love е дванадесетият студиен албум на американската фънк рок група Ред Хот Чили Пепърс, предстоящ да бъде издаден на 1 април 2022 година.
Към групата отново се завръща легендарния и китарист Джон Фрушанте, който заменя Джош Клингхофър през 2019 година.
Първият сингъл от албума Black Summer излиза през февруари, а през март се появява и второто парче – Poster Child. Световното турне за популяризиране на албума е насрочено да започне през юни.
След като групата работи с Danger Mouse за албума си The Getaway, сега се завръща отново към продуцента си Рик Рубин, който вечер е продуцирал няколко от нейните албуми. Рубин споделя, че първата репетиция на групата след завръщането на Джон Фрушанте го е разплакала.
Автори на всички парчета в албума са членовете на групата.